# Bythiospeum exiguum
Bythiospeum exiguum is een slakkensoort uit de familie van de Hydrobiidae. De wetenschappelijke naam van de soort is voor het eerst geldig gepubliceerd in 1904 door Geyer.